# Halina Jałowiec
Halina Jałowiec (z domu Maziarka, ur. 24 lipca 1960 w Pilźnie) – polska szachistka, mistrzyni FIDE od 1986 roku.

## Kariera szachowa
Jest trzykrotną medalistką mistrzostw Polski juniorek: złotą z roku 1980 (Prabuty, do lat 20), srebrną z roku 1979 (Bochnia, do lat 20) oraz brązową z roku 1976 (Toruń, do lat 17). W latach 1977–1991 wystąpiła sześciokrotnie w finałach mistrzostw Polski seniorek. Największy sukces odniosła w roku 1987 we Wrocławiu, zdobywając tytuł wicemistrzyni kraju. W roku 1982 zajęła III miejsce w międzynarodowym turnieju w Nałęczowie, a w 1985 r. była druga (za Bożeną Sikorą-Giżyńską) w Iwoniczu-Zdroju. Jest wielokrotną medalistką mistrzostw Polski w szachach błyskawicznych, m.in. w roku 1990 wywalczyła w Gdyni medal srebrny, natomiast w latach 1983, 1984 i 1987 - medale brązowe.
Najwyższy ranking w karierze osiągnęła 1 lipca 1987 r., z wynikiem 2225 punktów zajmowała wówczas 6. miejsce wśród polskich szachistek.